# Quarto caminho

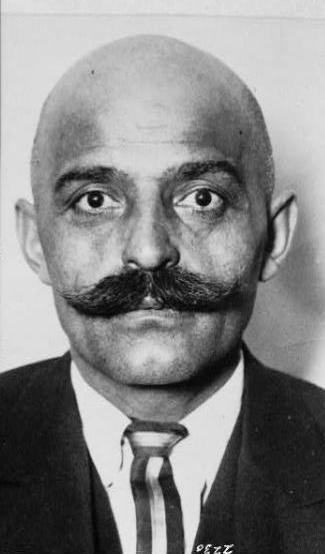
G. I. Gurdjieff, fundador do movimento.

O Quarto Caminho é um método de autoconhecimento e autotransformação desenvolvido e apresentado ao ocidente pelo mestre espiritual e professor de dança armênio George Ivanovich Gurdjieff (1866-1949).
Defende que poderíamos simplesmente escolher um dos métodos tradicionais, tal qual o físico (como o faquir), o emocional (como o monge) ou o intelectual (como o iogue), mas que isto seria muito difícil no mundo ocidental. Segundo Gurdjieff, o Quarto Caminho seria um meio mais rápido do que os três primeiros, porque combina simultaneamente o trabalho nos três centros (motor, emocional e intelectual), em vez de se concentrar em um. Poderia ser seguido por pessoas comuns na vida cotidiana, não precisando se retirar no deserto. O Quarto Caminho envolve certas condições impostas por um professor, mas a aceitação cega delas é desencorajada. Cada aluno é aconselhado a fazer apenas o que eles entendem e verificar por si mesmos as ideias do ensino.
P. D. Ouspensky documentou Gurdjieff dizendo que na antiguidade havia ainda outros caminhos que não existem mais e os caminhos então existentes não estavam tão divididos, eles ficavam muito próximos um do outro. O quarto modo difere dos antigos pelo fato de que nunca é um caminho permanente. Não tem formas definidas e não há instituições relacionadas a ele. 
O Quarto Caminho aborda a questão do lugar da humanidade no Universo e as possibilidades de desenvolvimento interior. Enfatiza que as pessoas normalmente vivem em um estado chamado de "sono desperto" semi-hipnótico, enquanto níveis superiores de consciência, virtude, unidade de vontade são possíveis. Ensina como aumentar e concentrar a atenção e a energia de várias maneiras, e minimizar o sonhar acordado e a ausência de espírito. Esse desenvolvimento interior em si mesmo é o começo de um possível processo posterior de mudança, cujo objetivo é transformar o homem em "o que ele deveria ser".
No método do Quarto Caminho, seria necessário, em muitos momentos, um sobreesforço para atingir um objetivo, evitando o esmorecimento. Há também o estudo sobre o sofrimento, do qual nasce a tensão e passa a operar a chamada "Lei das Três Forças" (o princípio positivo, o negativo e o neutro, os elementos carbono, oxigênio e nitrogênio da "química oculta"). 
Para seguir esse "caminho", seria preciso determinação, a qual ordinariamente não temos. Para que a tivéssemos teríamos que ter cristalizado um "corpo superior", o corpo causal. O amo (a vontade) daria suas instruções ao cocheiro (a mente) e este conduziria o cavalo (os sentimentos e as emoções) atrelado à carruagem (os instintos do corpo físico).
Este esforço partiria de uma decepção. Segundo Gurdjieff, "se éramos materialistas, deveríamos estar decepcionados com o materialismo. Se éramos ocultistas, decepcionados com o ocultismo. Se cristãos, decepcionados com o cristianismo. Se téosofos, decepcionados com a teosofia." 

## Caminhos
- 1º Caminho: relacionado com o Faquir (corpo)
- 2º Caminho: relacionado com o Monge (emoção)
- 3º Caminho: relacionado com o Yogui (intelecto)
- 4º Caminho: o caminho do Homem equilibrado.